# Vera Franceschi
Vera Franceschi (San Francisco, 5 maggio 1926 – New York, 12 luglio 1966) è stata una pianista statunitense di origine italiana.

## Biografia
Figlia di genitori italiani (entrambi di origine toscana), inizia gli studi negli Stati Uniti; con la famiglia si trasferisce nel 1936 in Italia a Roma.
Nel 1939, giovanissima, consegue il diploma al Conservatorio Santa Cecilia, dove ha avuto modo di studiare con Alfredo Casella e Germano Arnaldi, e a diciott'anni debutta come solista al Teatro alla Scala di Milano con il Concerto in fa minore di Mozart.

Vera Franceschi negli anni '60

Nello stesso periodo inizia ad incidere per la Parlophon, per poi passare alla Cetra.
Nel dopoguerra si perfeziona alla Manhattan School of Music di New York, studiando con Harold Bauer e Carl Friedberg, e nel 1948 debutta con la San Francisco Symphony Orchestra sotto la direzione di Pierre Monteux.
Diventa una delle più acclamate interpreti di Chopin di quegli anni, e all'inizio degli anni cinquanta passa prima alla RCA e poi alla Victrola, incidendo moltissimi dischi con sue esecuzioni del compositore polacco; nello stesso periodo conosce il tenore Daniele Barioni, che sposa il 28 ottobre 1957 a New York e con cui ha un figlio.
Dopo un lungo ricovero al Columbia Presbyterian Medical Center di New York, muore nel 1966 per una leucemia.

## Discografia parziale

### 78 giri
- 1949: Sonata in sol minore n° 5/Sonata in do minore n° 1/Sonata in mi bemolle maggiore n° 2 (Cetra, CB 20273)
- 1949: Sonata/Toccata (Cetra, CB 20274)

### 33 giri
- 1959: Domenico Cimarosa - 32 sonate per pianoforte vol. 1 (Victrola, KV 104)